# Pantikapajon

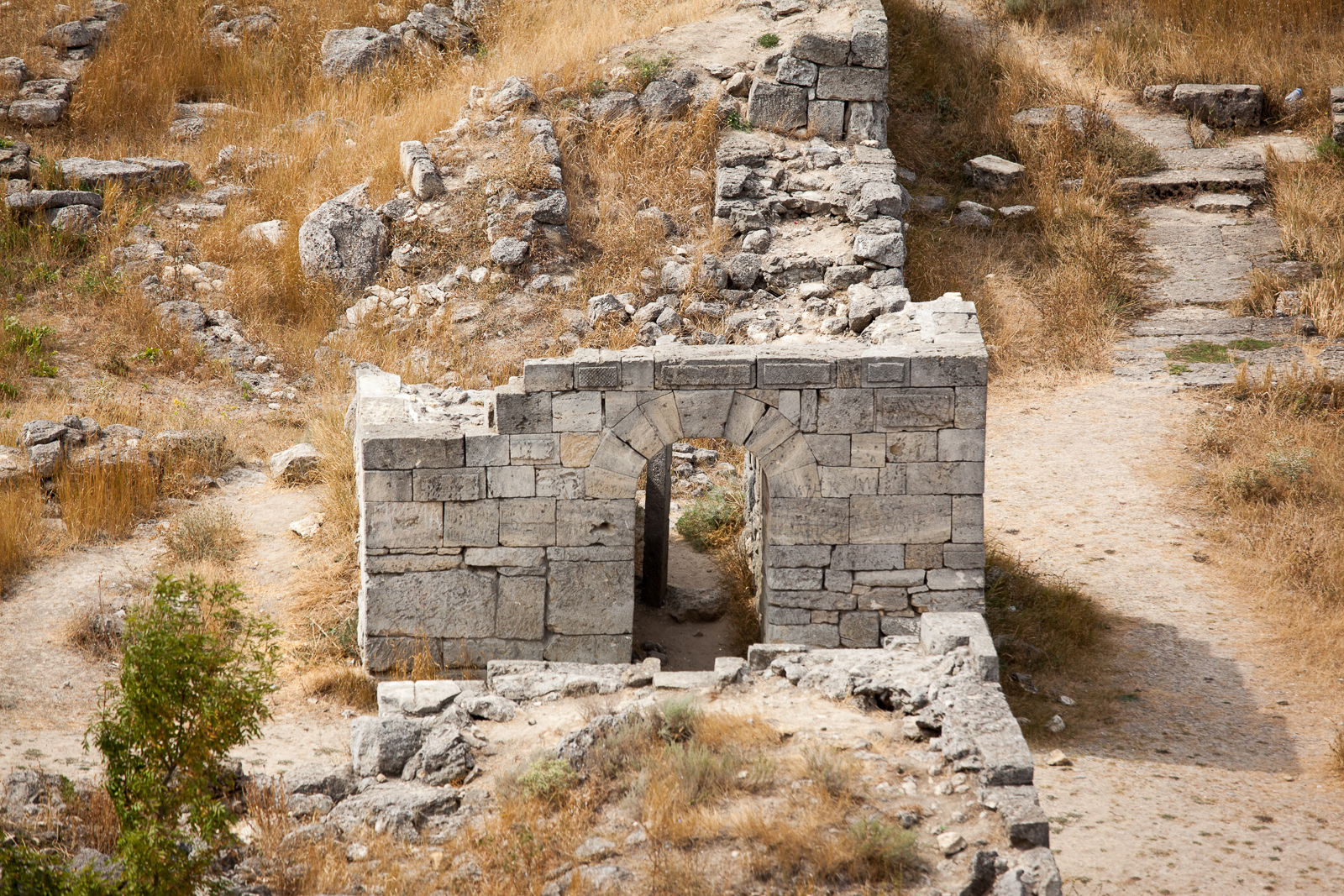
Resztki architektury obronnej na akropolu

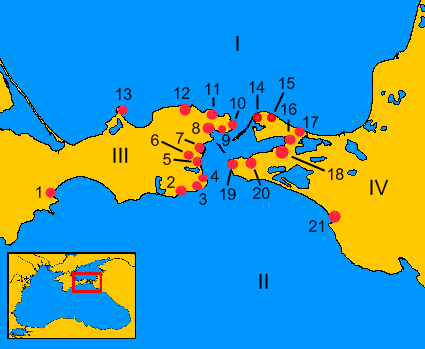
Pantikapajon (nr 8) wśród innych miast i osad południowej części Królestwa Bosporańskiego: I) Jezioro Meockie (Morze Azowskie); II) Pontus Euxinus (Morze Czarne); III) Półwysep Kerczeński (Krym); IV) Półwysep Tamański

Pantikapajon (stgr. Παντικάπαιον) – starożytne miasto na Krymie na Półwyspie Kerczeńskim nad Bosforem Kimmeryjskim (obecną Cieśniną Kerczeńską), kolonia grecka, a następnie stolica Królestwa Bosporańskiego; obecny Kercz.

## Historia
Miasto zostało założone w pierwszej połowie VI wieku p.n.e. przez kolonistów z Miletu w dolinie ograniczonej od północy rzeką Pantikałą, a od południa górą określaną teraz jako Góra Mitrydatesa, na ziemi uzyskanej nadaniem od scytyjskiego króla Agaeta. Kolonia szybko się bogaciła dzięki korzystnemu położeniu geograficznemu nad cieśniną łączącą morza Azowskie i Czarne. Bogactwo czerpała z rybołówstwa i handlu pszenicą z Grecją. Około 530 p.n.e. miasto zaczęło emitować własną, a zarazem pierwszą na Krymie monetę – srebrny tetrobol. Największe znaczenie Pantikapajon zyskał po 480 p.n.e., gdy wraz z innymi polis greckimi z Krymu utworzył samodzielne państwo – Królestwo Bosporańskie, i stał się jego stolicą, skąd rządzili miejscowi królowie.
Okres od IV do II wieku p.n.e. był czasem wielkiego rozwoju i świetności miasta – powstało wtedy wiele budowli, rozwinęła się twórczość artystyczna, miasto powiększyło znacznie swoją powierzchnię i otoczone zostało murami obronnymi. Warsztaty rzemieślnicze Pantikapajonu pracowały wówczas zarówno dla potrzeb ludności greckiej, jak i dla ludów okolicznych, z którymi Grecy utrzymywali stosunki handlowe – Scytów, Sarmatów, Syndów czy Meotów. Szczególnie wysoki poziom osiągnęła sztuka jubilerska, malarstwo i snycerstwo, czego przejawem było wytwórstwo drewnianych sarkofagów. W I wieku p.n.e. Pantikapajon, podobnie jak całe królestwo, popadł w zależność od Rzymu. Mimo to, choć o zmniejszonym znaczeniu politycznym, miasto utrzymało swą pozycję gospodarczą i kulturalną. W latach pięćdziesiątych III wieku Pantikapajon stał się celem najazdu Gotów, którzy wykorzystali wtedy okoliczność wycofania z Krymu rzymskich garnizonów. Poświadczeniem napaści jest odkryta przez archeologów warstwa pogorzeliska w rzemieślniczej dzielnicy miasta. W 370 n.e. miasto zostało zniszczone przez Hunów, lecz przetrwało do V stulecia, a na początku VI wieku, za panowania Justyna I włączone zostało do Cesarstwa Bizantyjskiego.

## Wykopaliska
Prace archeologiczne prowadzone w ruinach Pantikapajonu odsłoniły duże partie starożytnej zabudowy i murów obronnych, m.in. resztki świątyń i domów mieszkalnych z dekoracją malarską. Znaleziono też liczne wyroby ceramiczne, np. lampki i terakotowe figurki, a także marmurowe rzeźby, drewniane sarkofagi i monety.

### Nekropolia
Za zachodnim murem miasta ciągnęła się nekropolia kurhanowa. Najstarsze zachowane kurhany pochodzące  z połowy V wieku p.n.e. stanowią grobowce zamożnych, należących do warstwy uprzywilejowanej, greckich mieszkańców miasta i zawierają wyłącznie przedmioty pochodzenia greckiego.
Groby z III i IV wieku p.n.e. zawierają pochówki zarówno arystokracji greckiej, jak i miejscowej arystokracji plemiennej, z bogatym wyposażeniem świadczącym o ówczesnym rozkwicie miasta i bogactwie jego mieszkańców. Do najbardziej znanych grobowców z tego okresu należą kurhan Królewski i Kul-Oba.
Kurhany z II i I wieku p.n.e. charakteryzuje skromniejsze wyposażenie, a pochodzące z I-IV wieku n.e. świadczą swym wyposażeniem o postępującej sarmatyzacji państwa bosporańskiego.